# 曾春齡
曾春齡，江西承宣布政使司吉安府泰和（今江西泰和縣）人，明朝政治人物、進士出身。

## 生平
永樂四年（1406年）丙戌科進士，改翰林院庶吉士，參與修撰永樂大典，數月后去世，享年三十三歲。